# Teatro di San Girolamo
Il teatro di San Girolamo è un teatro-auditorium situato a Lucca.
Ricavato dall'omonima ex chiesa gesuitica di San Girolamo, la platea disposta nell'aula dell'ex chiesa ospita 174 posti a sedere.
Il teatro è attaccato al lato destro del palcoscenico del Teatro del Giglio, e presenta un palcoscenico abbastanza profondo e ben attrezzato sotto il profilo scenotecnico.
Nel maggio 2002 è stata ultimata la ristrutturazione che, su progetto dell'architetto Dini, ha portato all'attuale redazione.